# 옹귀미
비왕 옹귀미(肥王 翁歸靡, ? ~ ?)는 오손의 3대 군주다. 비왕은 군주의 칭호고, 옹귀미는 이름이다. 초대 군주 엽교미의 손자이자 대록강의 아들이다.

## 생애
선대 군주 잠취(岑陬)가 죽자, 잠취의 아들 이미가 어려서 자기 다음을 이미로 하는 조건으로 잠취의 뒤를 이었다. 유목민족의 수계혼 풍습에 따라 잠취(岑陬)의 부인 유해우(劉解憂)를 부인으로 맞이했다.
전한 소제 치세에 흉노와 거사의 연합공격을 받아 해우공주가 전한에 구원을 호소했다. 전한에서는 오손을 돕기 위해 흉노 출전 계획을 짰던 도중 소제가 죽었고, 나중 선제 시절에 다시 곤미와 공주가 모두 사자를 보내 구원을 요청했다. 이 편지에 따르면 당시 흉노와 거사의 공격을 받아 거연(車延)·악사(惡師) 등의 땅과 주민들을 빼앗겼다. 그래서 전한에서 흉노를 친다면 오손 군사와 말 5만 기를 내어서 도울 의사를 밝혔다. 과연 선제는 본시 3년(기원전 71년) 15만여 대군을 파견해 흉노를 공격했다. 곤미는 흡후 이하 5만 기를 지휘해 전한에서 보낸 교위 상혜와 함께 흉노의 서남부를 관할하는 우록리왕의 아정에 이르러, 선우의 아버지뻘 되는 사람·형수들·거차·명왕·이우도위·천장·기장 등 4만 명과 가축 70여만 마리를 포획했다. 이 노획물들은 오손이 전부 취했고, 전한에선 또 상혜를 시켜 오손의 귀족과 유공자들에게 금과 비단을 주었다.
원강 2년(기원전 64년), 유해우(劉解憂)와의 사이에서 낳은 아들 원귀미(元歸靡)에게 곤미 자리를 물려주게 하고, 원귀미에게 또 한나라 공주를 시집보내줄 것을 한나라에 요구했다. 그 대가로 흉노와 외교관계를 끊을 것을 제시했다. 소망지(蕭望之)는 오손을 믿을 수 없다고 반대했으나, 선제는 이를 허락했다. 오손에서는 300여 명을 보내 공주를 호송하게 했고, 선제는 해우의 남동생의 딸 유상부(劉相夫)를 보내기로 해 부사 상혜와 지절 4명에 시중드는 사람 100여 명을 준비했다. 신작 2년(기원전 60년), 그러나 이들이 전한의 국경을 나가기도 전에 곤미가 죽어, 계획은 무산되고 오손의 귀족들은 옛 약속대로 광왕(狂王) 이미(泥靡)를 옹립했다.

## 가계
- 대록강
  - 옹귀미
  - = 유해우
    - 원귀미 (아들)
    - 사차왕(莎車王) 만년(萬年)
    - 좌대장(左大將) 대락(大樂)
    - 제사(弟史) (딸, 구자왕 강빈의 처)
    - 소광(素光) (약호흡후의 처)

  - = 흉노 여자
    - 오취도

## 출전
- 반고: 《한서》 권96하 서역전제66하, 동북아역사재단 편집 《한서외국전역주》에서 인용